# Martina Kubičíková
Martina Kubičíková (* 12. prosince 1991, Zlín) je česká profesionální tenistka. Ve své dosavadní kariéře na okruhu WTA Tour zatím nehrála žádný turnaj. V rámci okruhu ITF získala ke konci roku 2011 3 tituly ve dvouhře a 11 titulů ve čtyřhře.
Na žebříčku WTA byla nejvýše ve dvouhře klasifikována k 19. prosinci 2011 na 468. místě a ve čtyřhře pak k 15. srpnu 2011 na 318. místě. Jejím trenérem je Michal Tabara.
Aktuálně je členkou TS SK Zlín.

## Finálové účasti na turnajích okruhu ITF
| $100,000 tournaments |
| $75,000 tournaments  |
| $50,000 tournaments  |
| $25,000 tournaments  |
| $10,000 tournaments  |

### Dvouhra (3-0)

#### Vítězka
| Č. | Datum             | Turnaj    | Povrch | Finalistka        | Výsledek         |
| -- | ----------------- | --------- | ------ | ----------------- | ---------------- |
| 1. | 30. srpen 2009    | Praha     | antuka | Dominika Kaňáková | 6:4, 6:1         |
| 2. | 10. červenec 2011 | Sarajevo  | antuka | Simona Dobrá      | 3:6, 7:5, 6:0    |
| 3. | 13. srpen 2011    | Innsbruck | antuka | Zuzana Zálabská   | 6:7(5), 7:5, 7:5 |

### Čtyřhra (11-8)

#### Vítězka
| Č.  | Datum            | Turnaj     | Povrch | Spoluhráčka          | Finalistky                                   | Výsledek           |
| --- | ---------------- | ---------- | ------ | -------------------- | -------------------------------------------- | ------------------ |
| 1.  | 19. duben 2009   | Hvar       | antuka | Reka-Luca Janiová    | Elena Bogdanová Martina Borecká              | 6:4, 0:6, 10:6     |
| 2.  | 15. květen 2009  | Michalovce | antuka | Martina Borecká      | Simona Dobrá Lucie Kriegsmannová             | 2:6, 6:2, 11:9     |
| 3.  | 29. květen 2010  | Olecko     | antuka | Martina Borecká      | Martina Frantová Simonka Parajová            | 6:3, 6:1           |
| 4.  | 7. srpen 2010    | Ilawa      | antuka | Martina Borecká      | Veronika Domagalaová Kateřina Kawaová        | 6:3, 6:1           |
| 5.  | 3. září 2010     | Osijek     | antuka | Reka-Luca Janiová    | Petra Suničová Nataša Zoričová               | 6:1, 6:1           |
| 6.  | 25. září 2010    | Novi Sad   | antuka | Jana Jandová         | Lýdie Marozavaová Jekatěrina Jakovlevová     | 6:7(4), 6:4, 11:9  |
| 7.  | 31. říjen 2010   | Káhira     | antuka | Reka-Luca Janiová    | Stephanie Vogtová Máša Zecová-Peškiričová    | 6:7(4), 6:1, 11:9  |
| 8.  | 15. duben 2011   | Bol        | antuka | Martina Borecká      | Evelyn Mayrová Julia Mayrová                 | 6:2, 6:4           |
| 9.  | 22. duben 2011   | Hvar       | antuka | Martina Borecká      | Ionela-Andreea Iovaová Zuzana Zlochová       | 6:0, 6:2           |
| 10. | 9. červenec 2011 | Sarajevo   | antuka | Simona Dobrá         | Csilla Argyelanová Ulrikke Eikeriová         | 6:2, 6:1           |
| 11. | 5. listopad 2011 | Antalya    | antuka | Vaszilisza Bulgaková | Laura-Ioana Andreiová Raluca Elena Platonová | 7:6(3), 2:6, 12:10 |

#### Finalistka
| Č. | Datum           | Turnaj       | Povrch | Spoluhráčka        | Vítězky                                   | Výsledek       |
| -- | --------------- | ------------ | ------ | ------------------ | ----------------------------------------- | -------------- |
| 1. | 22. srpen 2009  | Olomouc      | antuka | Martina Borecká    | Iveta Gerlová Darina Šeděnková            | 4:6, 2:6       |
| 2. | 4. duben 2010   | Antalya      | antuka | Veronika Chvojková | Michaela Buzarnescuová Dalia Zafirová     | 6:7(1), 5:7    |
| 3. | 1. květen 2010  | Antalya      | antuka | Indire Akikiová    | Pemra Ozgenová Sandra Zanievská           | 1:6, 2:6       |
| 4. | 24. říjen 2010  | Ain Elsokhna | antuka | Reka-Luca Janiová  | Iveta Gerlová Lucie Kriegsmannová         | 3:6, 6:3, 8:10 |
| 5. | 20. březen 2011 | Antalya      | antuka | Reka-Luca Janiová  | Pemra Ozgenová Sandra Zanievská           | 6:2, 5:7, 7:10 |
| 6. | 19. srpen 2011  | Piešťany     | antuka | Paula Kaniaová     | Simona Dobrá Lucie Kriegsmannová          | 4:6, 2:6       |
| 7. | 22. říjen 2011  | Dubrovník    | antuka | Vivien Juhaszová   | Gracia Radovanovičová Dejana Raickovičová | 1:6, 6:7(5)    |
| 8. | 29. říjen 2011  | Dubrovník    | antuka | Dalia Zafirová     | Viktoria Kanová Barbora Krejčíková        | 6:7(3), 0:6    |